# Erik von Stockenström
För borgmästaren med samma namn (1823–1905), se Erik von Stockenström (borgmästare).
Erik von Stockenström, född 9 april 1703, död 23 februari 1790 i Stockholm, var en svensk greve, riksråd, justitiekansler, bergmästare och politiker.

## Uppväxt och familj
Han var son till bergmästaren Erik Lorentzon Stockenström och Emerentia Rockes. År 1750 gifte han sig med Johanna Bedoire; dottern Jeanna von Stockenström var gift med Albrekt von Lantingshausen. von Stockenström var vidare bror till Salomon von Stockenström och farbror till Salomon von Stockenström.

## Karriär
Stockenström gick i sin fars fotspår och studerade kemi och bergsvetenskap vid Uppsala universitet för att vid 22 års ålder bli auskultant i Bergskollegium, där han 1726 blev notarie. Sedan han 1730 befordrats till geschworner vid Stora Kopparberget, anträdde han 1732 en vidsträckt utländsk resa, varunder han besökte de förnämsta gruvorna och bergverken i Norge, England, Tyskland, Holland och Frankrike. 
1738 förordnades han till bergmästare i Södermanlands, Östergötlands och Smålands bergslager samt hade redan då gjort sig så känd, att han vid Vetenskapsakademiens stiftelse 1739 invaldes till en av dess första medlemmar. 1747 befordrades han till assessor i Bergskollegium och 1749 till justitierevisionssekreterare, i vilken egenskap han 1751 erhöll adelskap. Med iver använde han sin nyförvärvade riksdagsmannarätt i riddarhuset och insattes vid riksdagarna 1755 och 1760 i sekreta utskottet som en av Hattarnas betrodde män. 
1758 blev han befordrad till justitiekansler. I början av 1760-talet var han bland dem, som sökte en kompromiss mellan sitt parti och riksrådet. Under Mössornas välde kom han ofta i konflikt med rådet angående förvaltningen av sitt ämbete, särskilt på grund av den mera frisinnade anda, i vilken han tolkade den nya tryckfrihetsförordningen. I de händelser, som föranledde Adolf Fredriks tronavsägelse och utlysandet av riksdagen i Norrköping 1769, tog Stockenström en verksam del. Han blev även vid denna riksdag åter insatt i sekreta utskottet och under dess fortgång befordrad till riksråd. 
Samma år blev han serafimerriddare och 1770 friherre, då han förordnades till president i lagkommissionen. Redan följande år blev han greve, utnämndes inom kort också till kansler för universitetet i Åbo. 27 mars 1772, då Mössornas seger ansågs snart förestående, drog han sig undan stormen genom att avsäga sig rådsämbetet, men återkallades av kungen till rådet 22 augusti samma år. Han lämnade för andra gången rådsstolen 1789 vid en ålder av 86 år. 
Stockenströms förtjänster var stora och mångartade. Själv rik understödde han många nyttiga projekt, såsom bearbetningen av Höganäs stenkolsbrott och Hällefors silververk samt nyanläggningen där av ett stål- och manufakturverk. Många gånger visade han sin frikostighet mot behövande privatpersoner. Han stod bakom inrättandet av järnkontoret samt arbetade som en av dess fullmäktige till 1766, då det förbjöds en del tjänstemän och däribland justitiekanslern att inneha dylika civila befattningar.

## Utmärkelser
- Riddare och Kommendör av Kunglig Majestäts Orden (Serafimerorden) - 29 november 1769
- Kommendör av Nordstjärneorden